# Callogobius okinawae
Callogobius okinawae là một loài cá biển thuộc chi Callogobius trong họ Cá bống trắng. Loài này được mô tả lần đầu tiên vào năm 1908.

## Từ nguyên
Từ định danh okinawae được đặt theo tên gọi của đảo Okinawa, nơi mà mẫu định danh của loài cá này được thu thập.

## Phân bố và môi trường sống
Từ phía nam Nhật Bản (gồm cả quần đảo Ryukyu), C. okinawae có phân bố trải dài về phía nam đến bang Queensland (Úc), xa về phía nam tới đông đến quần đảo Marshall và Vanuatu. Ở Việt Nam, C. okinawae được ghi nhận tại vịnh Nha Trang.
C. okinawae sống trên nền đáy bùn ở cửa sông và trong vũng thủy triều, được tìm thấy ở độ sâu đến ít nhất là 12 m.

## Mô tả
Chiều dài chuẩn lớn nhất được ghi nhận ở C. okinawae là 5 cm. Cá có màu nâu sẫm với nhiều vệt đen, bụng nhạt màu hơn. Vây lưng có nhiều đốm. Gốc vây ngực có vệt màu sẫm ở phần trên. Vây đuôi màu nâu, hình mũi giáo. Vây bụng và vây hậu môn màu trắng.
C. okinawae có hình thái gần giống với Callogobius hasseltii.
Số gai ở vây lưng: 7; Số tia ở vây lưng: 10; Số gai ở vây hậu môn: 1; Số tia ở vây hậu môn: 8.